# PDP-6
PDP-6，由迪吉多公司在1963年發展的迷你電腦。是PDP系列產品之一，它的後繼機種為PDP-10，這兩種機型使用的指令集幾乎完全相同。

## 歷史
自1963年開始發售之後，PDP-6在全球只賣出23台，是PDP系統中銷售狀況最差的機型。

## 架構
採用36-bit字元指令集。